# International Falls
International Falls  – miasto w Stanach Zjednoczonych, w stanie Minnesota, hrabstwie Koochiching. Ponad 6000 mieszkańców (2000 rok).
Znane jako najzimniejsze miasto w "kontynentalnych" Stanach Zjednoczonych.